# Кликовићи (Равно)
Кликовићи је насељено место у општини Равно која административно припада Херцеговачко-неретванском кантону, Федерација БиХ, Босна и Херцеговина. Кликовићи је подељено међуентитетском линијом између града Требиња и општине Равно. Према попису становништва из 2013. у насељу није било становника.

## Становништво
У насељу је према попису становништва из 1991. године живело 11 становника, а насеље је било у потпуности настањено Србима. Према попису из 2013. године насеље је без становника.
| Националност | 2013. | 1991.     | 1981.    | 1971.     |
| Срби         | —     | 11 (100%) | 15 (75%) | 26 (100%) |
| Муслимани    | —     | —         | 1 (5%)   | —         |
| Југословени  | —     | —         | 4 (20%)  | —         |
| Укупно       | 0     | 11        | 20       | 26        |